# Paccozza
Le paccozze sono un formato di pasta fresca tipico del comune di Pesco Sannita. Di forma triangolare e irregolare ricavato da residui di lavorazioni della pasta fresca.

## Preparazione
Le paccozze sono preparate con pasta di semola di grano duro e acqua; l'aggiunta di uova è opzionale.. Hanno forma irregolare triangolare o romboidale e sono preparate di solito con un sugo a base di pomodoro fresco.  Nel comune di Pesco Sannita ogni anno nei giorni 10 e 11 agosto viene organizzata una sagra della Paccozza per valorizzare il prodotto tipico locale.